# Paul Keating
Paul John Keating (født 18. januar 1944) er en australsk politiker og var Australiens 24. premierminister fra 20. december 1991 til 11. marts 1996 for Labor Party (det australske arbejderparti).